# Vrčin
Vrčin (en serbe cyrillique : Врчин) est une localité de Serbie située dans la municipalité de Grocka et sur le territoire de la Ville de Belgrade. Au recensement de 2011, elle comptait 9 088 habitants.

## Géographie

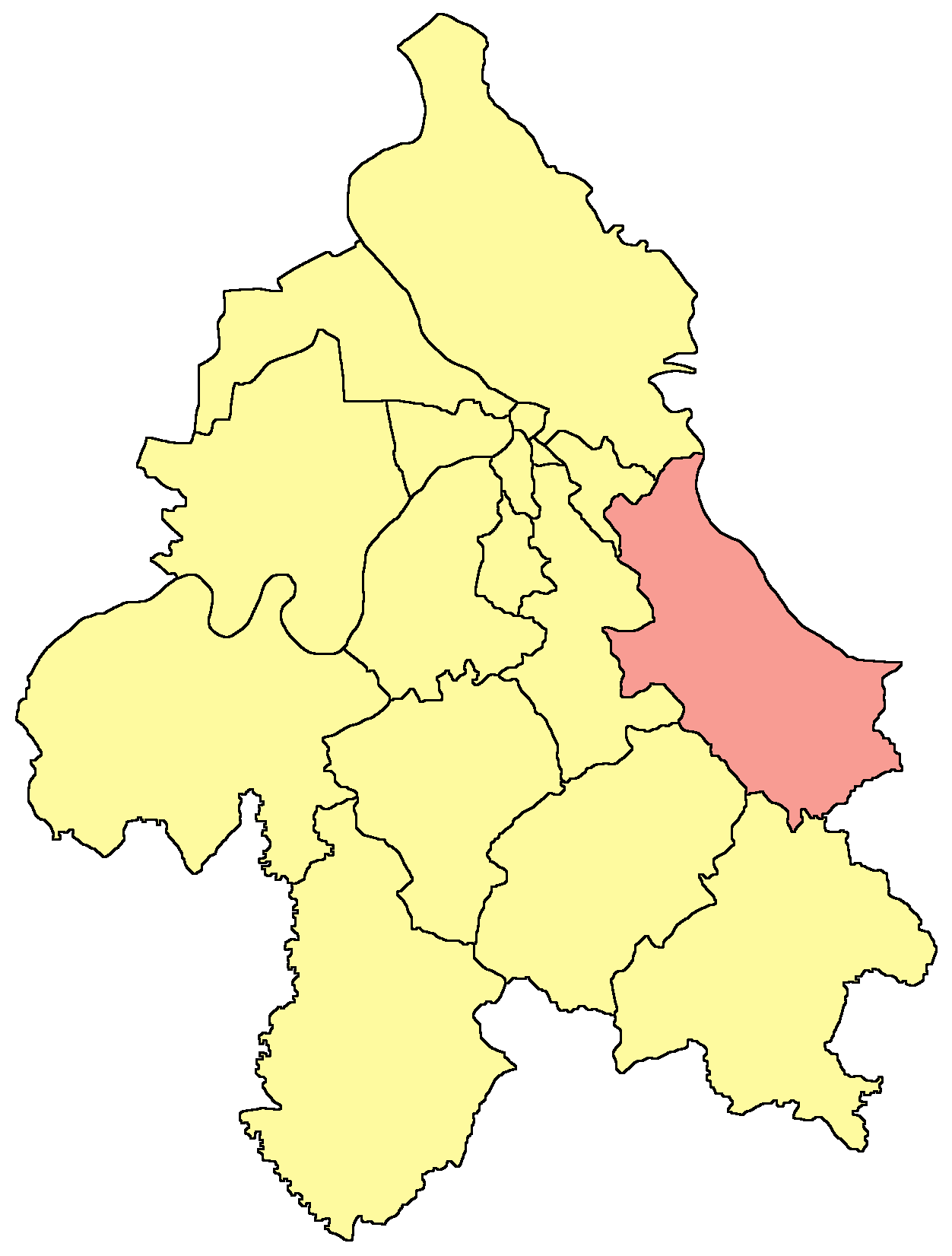
Localisation de la municipalité de Grocka dans la Ville de Belgrade

Vrčin est situé au sud-est du mont Avala, à 20 km au sud-est de Belgrade et à 14 km à l'ouest de Grocka. La localité est également située sur la ligne ferroviaire Belgrade-Požarevac et l'autoroute A1 (route européenne E75). Vrčin s'étend des deux côtés de l'autoroute ; la partie qui s'étend à l'est est familièrement appelé Tranšped (en serbe cyrillique : Траншпед). Ce secteur forme une zone urbaine continue avec Zaklopača.

## Histoire
En 1732, Vrčin faisait partie du « district » de Belgrade et comptait 35 foyers ; le village était alors connu sous les noms de Vrozi, Wertschan et Vrečin. En 1818, il en comptait 76 et en 1822 81.

## Démographie

### Évolution historique de la population
| 1948  | 1953  | 1961  | 1971  | 1981  | 1991  | 2002  | 2011  |
| ----- | ----- | ----- | ----- | ----- | ----- | ----- | ----- |
| 5 040 | 5 342 | 6 042 | 6 263 | 7 327 | 8 034 | 8 667 | 9 088 |

|  |

### Données de 2002
Pyramide des âges (2002)
En 2002, l'âge moyen de la population était de 39,7 ans pour les hommes et 41,5 ans pour les femmes.
Répartition de la population par nationalités (2002)
En 2002, les Serbes représentaient 97,12 % de la population.

### Données de 2011
En 2011, l'âge moyen de la population était de 42,3 ans, 40,9 ans pour les hommes et 43,7 ans pour les femmes.

## Économie
L'économie de la localité est principalement fondée sur l'agriculture.